# Österreichische Rettungshundebrigade
Die Österreichische Rettungshundebrigade, kurz ÖRHB, ist eine private Rettungsorganisation, die mit Rettungshunden
nach verschütteten, verletzten oder verirrten Personen sucht und Erste Hilfe leistet. Sie ist auch in der Katastrophenhilfe im In- und Ausland beteiligt.
Die ÖRHB hat derzeit (2008) über 700 ehrenamtliche Rettungshundeführer und Helfer, welche in 44 Einsatzstaffeln und einer Staffel Technik organisiert sind.
Unter den Mitgliedern befinden sich auch Ärzte, Tierärzte, Sanitäter, Funker sowie Personal zur Rettung der Opfer.
Die österreichische Rettungshundebrigade ist eine Verbandskörperschaft der Hundedachverbände Österreichischer Kynologenverband und Fédération Cynologique Internationale.

## Geschichte

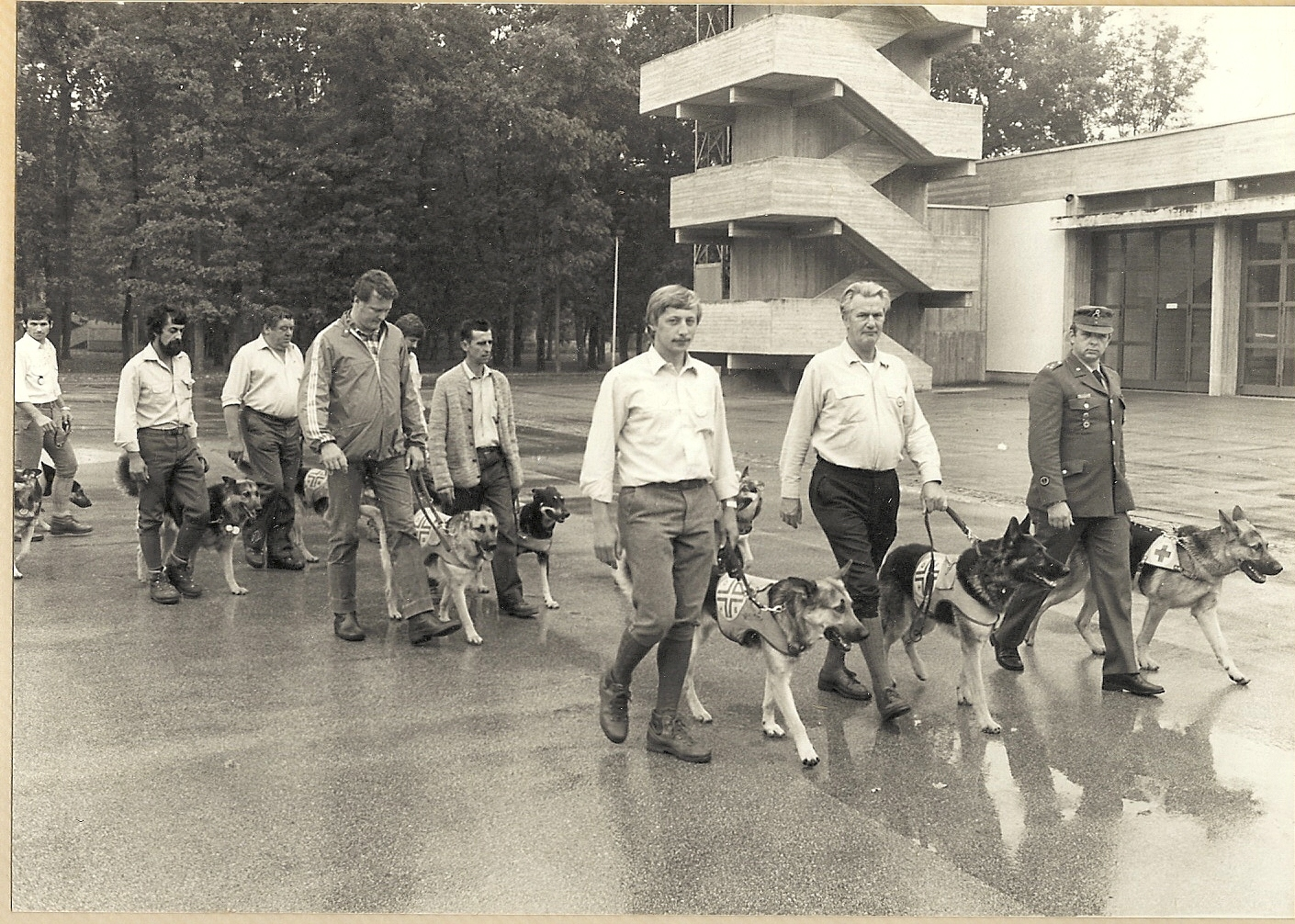
Österreichische Rettungshundebrigade 1981

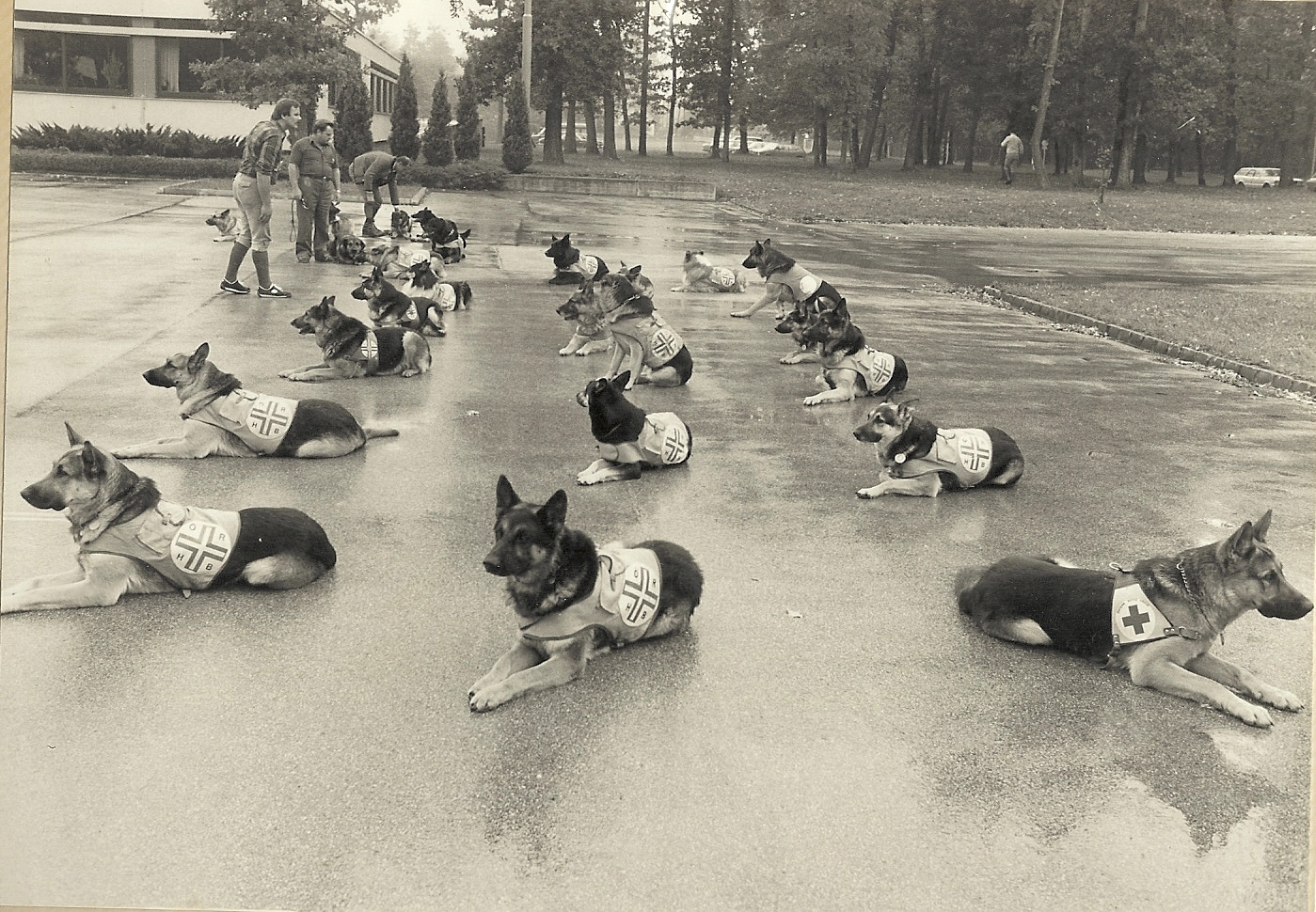
Abgelegte Hunde der ÖRHB - 1981

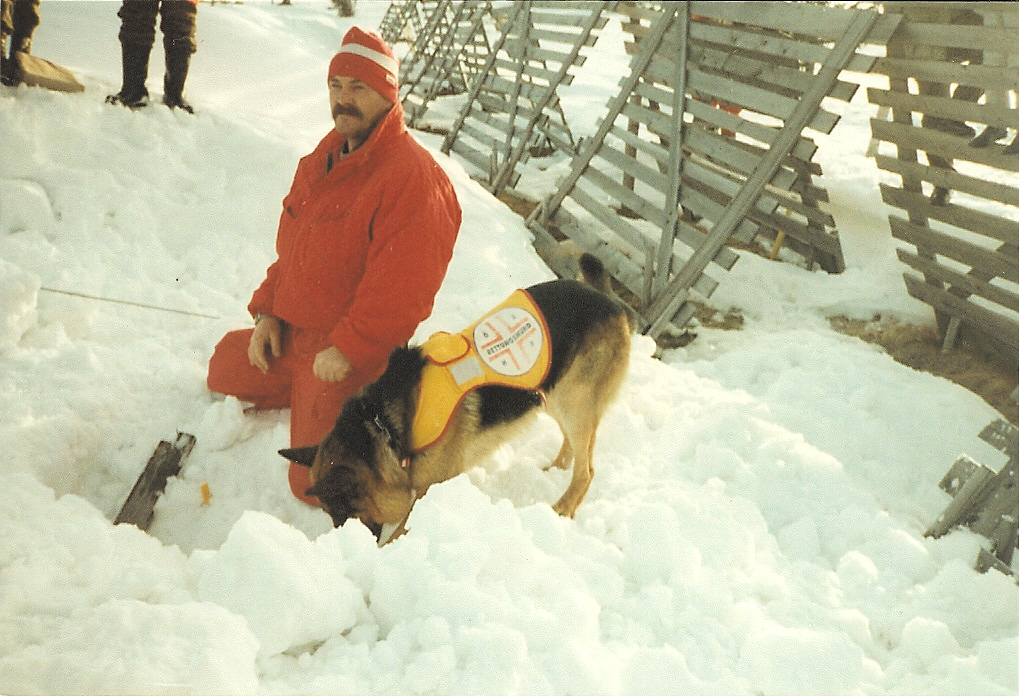
Lawinenarbeit der ÖRHB um 1985

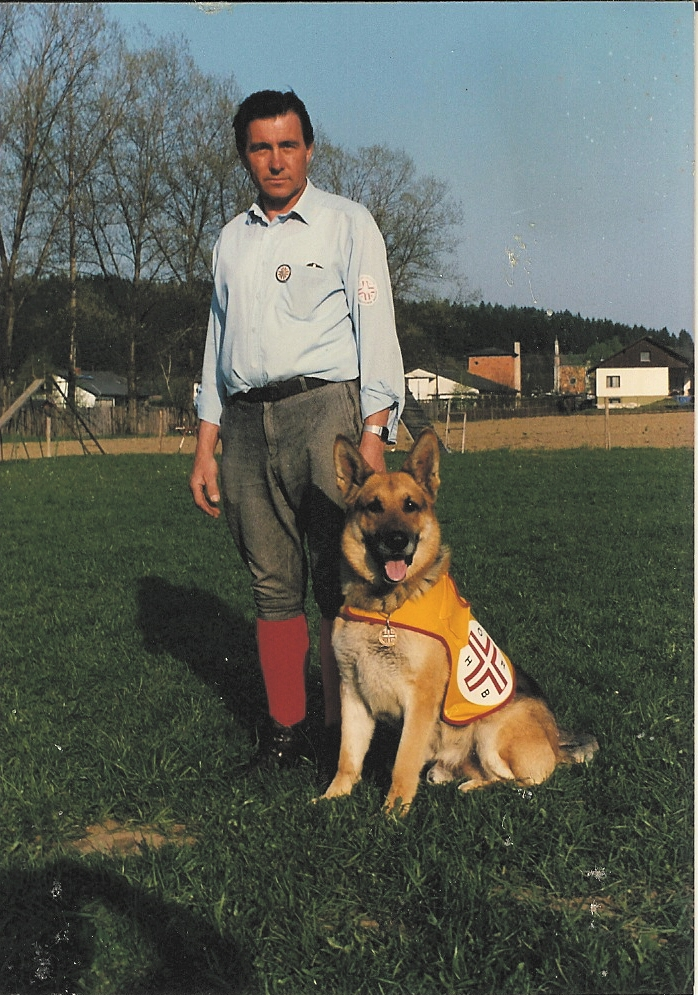
Hundeführer mit alter Uniform

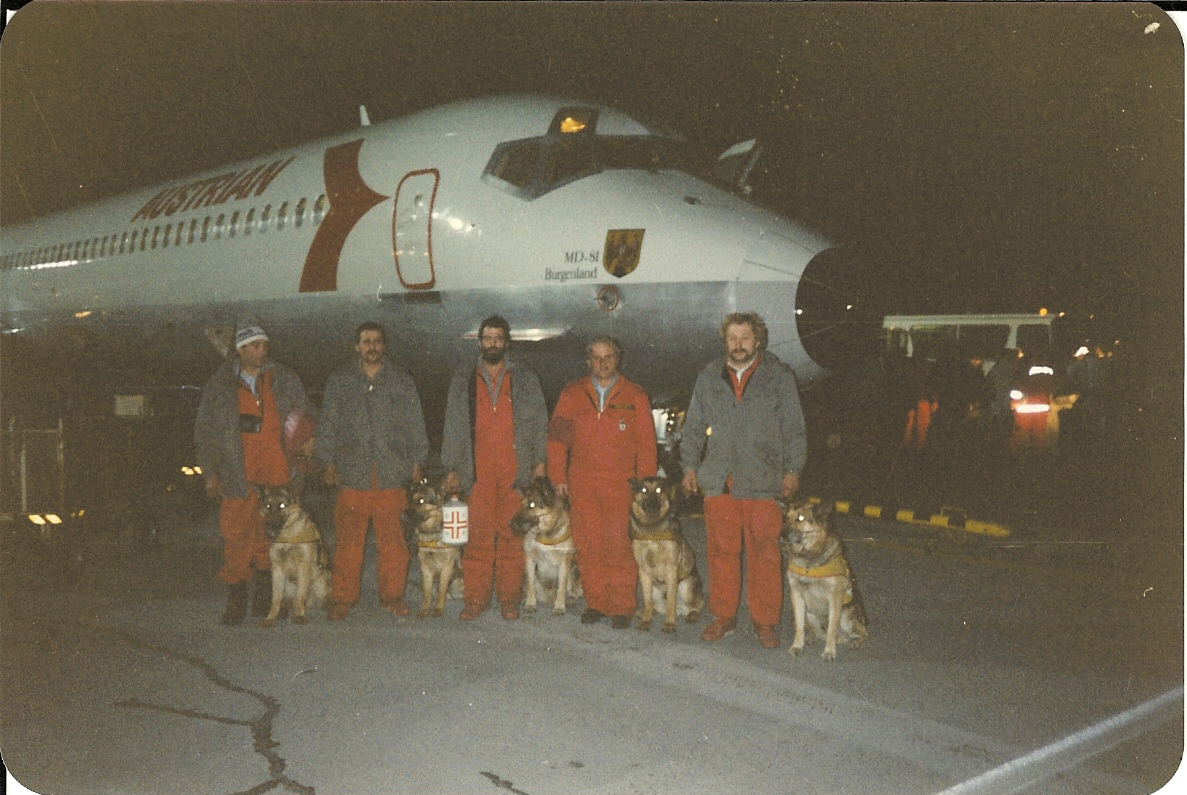
1988 - Flug zum Erdbebeneinsatz nach Armenien

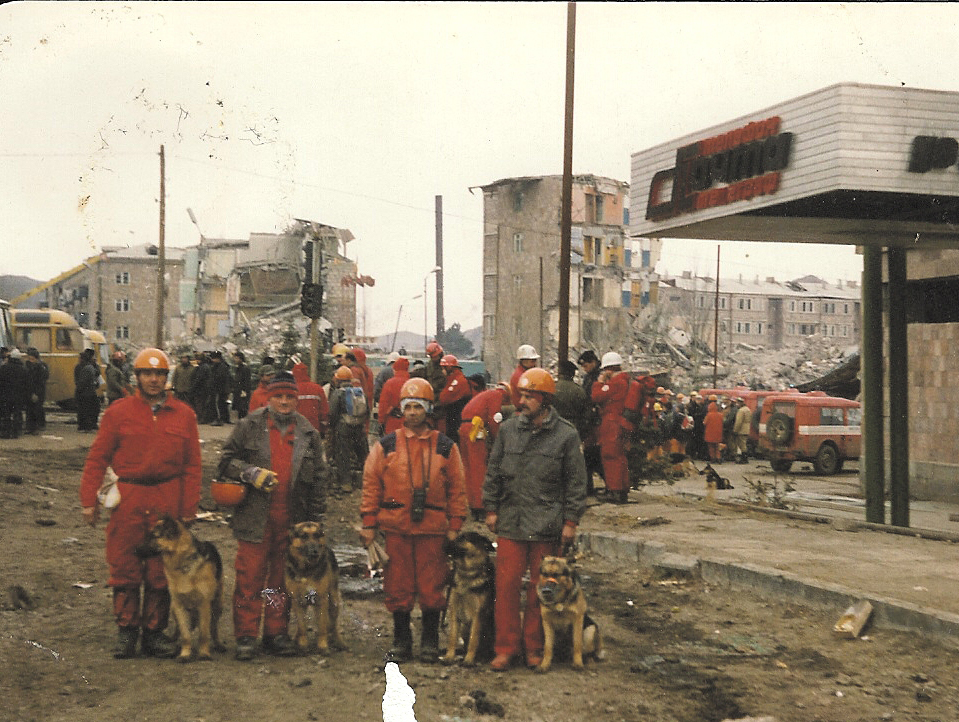
1988 - Hundeführer der ÖRHB in Armenien

Gegründet wurde die ÖRHB im Jahr 1966 im Café Landtmann in Wien. Die Idee, Rettungshunde auszubilden, setzte sich zügig voran.
In den vergangenen vier Jahrzehnten wurden in allen österreichischen Bundesländern Landesgruppen mit Rettungshundestaffeln gegründet.
Im Jahr 1965 kommt über die Österreichische Botschaft in den Niederlanden eine Anfrage der „Nederlandse Reddingshonden Brigade“ in Amsterdam, inwieweit auch in Österreich eine Rettungshundeorganisation bestünde. Ing. Richard Radakovic ist zu dieser Zeit
als aktiver Hundeführer hauptsächlich mit der Lawinenarbeit befasst. Er bespricht sich mit anderen Hundeführern, wobei die Idee deutlichere Formen annimmt. Am 12. Februar 1966 ist es dann soweit: Die fünf Hunderführer Ing. Richard Radakovic, Hugo Matecha, Karl Böhm, Karl Stift und Oberinsp. Ludwig Joksch gründen die „Österreichische Rettungshundebrigade“. Dem Verein wird am 29. März 1966 die Nichtuntersagung bestätigt.
Das erste Präsidium:
- Präsident: Ing. Richard Radakovic
- Sekretär: Karl Stift
- Finanzreferent: Hugo Matecha
- Ausbildungsleiter: Adolf Mucha

Bereits im Jahr 1967 gibt es Kontakte mit einer Rettungshundeorganisation in der damaligen CSSR. Auch der Österreichische Zivilschutz verhält sich überaus kooperativ. Ebenfalls 1967 beruft man den verdienten steirischen Hundeführer Hannes Schneider als Leiter des „Referates 3a – Ausbildung und Vorschriften, Prüfungswesen“. Seiner tatkräftigen Mitarbeit ist es zu verdanken, dass im selben Jahr die Landesgruppe Steiermark gebildet wird, deren Leitung er selber übernimmt.
Ebenfalls noch 1967 entsteht die Landesgruppe Niederösterreich - erst unter der Leitung von Karl Böhm, den aber bald der neue Landesleiter Anton Gabmayer ablöst.
1969 erfolgt die Gründung der Landesgruppe Oberösterreich mit Landesleiter Matthäus Schatzl, dem nach kurzer Periode Benno Gumpinger folgt. 1970 bildet sich die Landesgruppe Kärnten mit Landesleiter Robert Winkler und noch im selben Jahr entsteht die Landesgruppe Tirol unter der Führung von Fritz Hahndl. Auch die Landesgruppe Salzburg konstituiert sich 1970 mit Landesleiter Anton Erasimus. Präsident Radakovic reist in die USA, um dort Erfahrungen mit der „Search and Rescue Dogs Association“ in Seattle auszutauschen und Kontakt mit der „Federal Civil Defence Administration“ in Washington herzustellen. Am 2. Juli 1970 wird in New York die IFRA (International Federation of Rescue Dogs Association) zwischen der „Österreichischen Rettungshundebrigade“ und der „Search and Rescue Dogs Association“ gegründet. Ziel dieser Dachvereinigung war die weltweite Einbindung aller Rettungshundeorganisationen.
Das schweizerische Bundesamt für Zivilschutz in Bern bekundet sein Interesse an der ÖRHB, ebenso wie
das Bundesamt für Zivilschutz in Bonn und der Verband des Rettungshundewesens in Baden-Württemberg. Nun folgen in rascher Reihenfolge die noch fehlenden Landesgruppen: 1981 Landesgruppe Burgenland mit Landesleiter Ernst Böhm. Sie verzeichnete bereits im ersten Jahr sieben Einsätze! 1984 wird aus einer anfänglichen „Alarmabteilung Wien“ die Landesgruppe Wien-NÖ mit Landesleiter Franz Dörfler. Als Letztes entsteht 1986 die Landesgruppe Vorarlberg, erster Landesleiter ist Ewald Mattivi. 1990 erfolgt der Beitritt zum ÖKV (Österreichischen Kynologenverband) und zur FCI (Federation Cynologique Internationale).

## Organisation
Die Österreichische Rettungshundebrigade untergliedert sich in Landesgruppen (Vereine) in den einzelnen Bundesländern. Jede Landesgruppe wird dabei von einer Landesleitung unter den Vorgaben der Bundesleitung geführt und gelenkt.
Weiters setzt sich aus der Bundesleitung und der Landesleitung das Präsidium zusammen, welches bundesweite Beschlüsse fällt.

## Präsidenten der ÖRHB
- Ing. Richard Radakovic, 1966 bis 1988
- Herbert Thallmayer, 1988 bis 1989
- Heinrich Fischer, 1989
- Dr. Wolfgang Zörner, 1989 bis 1996
- Albert Gally, 1996 bis 1999
- Helmuth Gruber, 1999 bis 2021
- Heinrich Fischer 2021 bis jetzt

## Landesgruppen
Die ÖRHB ist als privatrechtlicher Verein organisiert und hat – als Landesgruppen bezeichnete – Zweigvereine in den Bundesländern,
welche in einigen Bundesländern auch als Einsatzorganisationen per Bescheid der jeweiligen Landesregierung anerkannt werden.
- Landesgruppe Steiermark
- Landesgruppe Kärnten
- Landesgruppe Oberösterreich
- Landesgruppe Niederösterreich
- Landesgruppe Burgenland
- Landesgruppe Tirol/Vorarlberg
- Landesgruppe Wien